# Das Buch der Alaune und Salze
Das Buch der Alaune und Salze ist ein Alchemie-Grundwerk. Es wurde ca. im 11. Jahrhundert in Spanien geschrieben. Als Quellen dienten Schriften von islamischen Gelehrten wie Dschābir ibn Hayyān und Abu Bakr Mohammad Ibn Zakariya al-Razi sowie Schriften aus ägyptischen Kreisen. Das Buch lässt sich in vier Abschnitte unterteilen:
- Mineralien (Arsenik, Schwefel, Quecksilber)
- Metalle (Gold, Silber, Eisen, Kupfer, Zinn, Blei)
- Vom Glas und von den Steinen (Glas, Talq, Markasit)
- Von den Alaunen und Salzen (Vitriol, Alaun, Salze, Alkali, Tinkar, Salmiak)

Der Titel des Gesamtwerks ist somit irreführend, weil er der gleiche wie der des letzten Abschnitts ist. In verschiedenen Katalogen finden sich deshalb ganz unterschiedliche Bezeichnungen.
Das Buch wurde in Arabisch geschrieben, ist jedoch kurz danach ins Lateinische Übersetzt worden. Heute sind verschiedene Übersetzungen und ein arabischer Text in verschiedenen Bibliotheken zerstreut und nachgedruckt worden:
- Lateinische Handschrift 6514 in der Bibliothèque Nationale in Paris; Nachgedruckt und verbessert in [2]
- Lateinischer Druck De Mineralibus Liber von Ioannes Garlandius als Anhang von dessen Werk Compendium Alchimiae Basel 1560
- Arabisches Original, 11 Blätter, in der Berliner Handschrift Sprenger 1908
- Zwei anonyme Texte in Oxford aus dem 14. Jahrhundert aufgelistet im Catalogue of Latin and vernacular alchemical manuscripts[3]
- Anonymer Text in der Sammelhandschrift Arundel 164 der British Library in London aus dem 15. Jahrhundert. Die Handschrift war im Besitz von Willibald Pirckheimer gewesen.[4]
- Handschrift im Codex Speciale unter dem Titel Sermo de Aluminibus et Salibus, quae in hac arte necessaria sunt
- Handschriften im British Museum in London